# Hjadningakampen

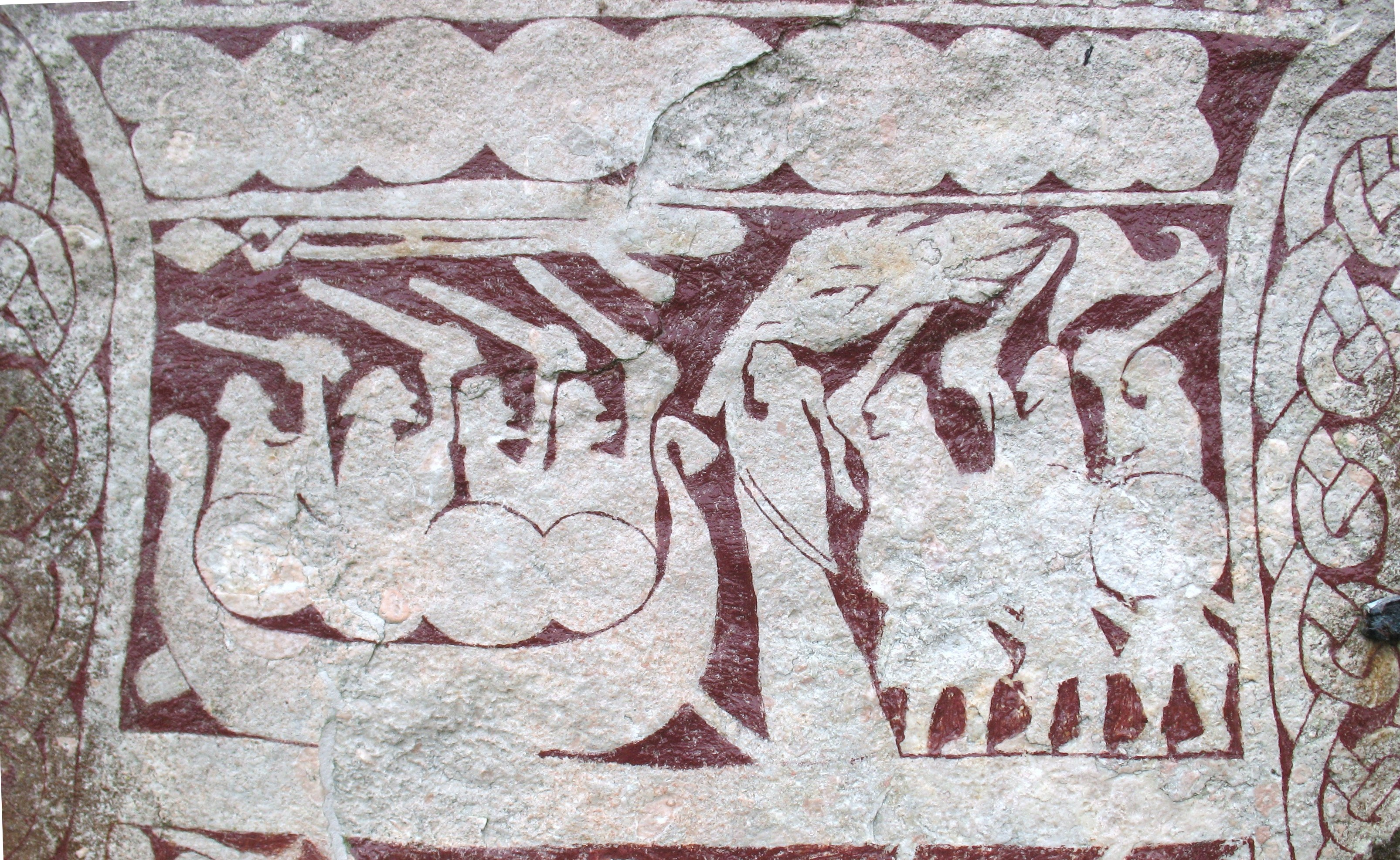
Hild och Hjadningaviget. Detalj från bildsten Stora Hammars 1.

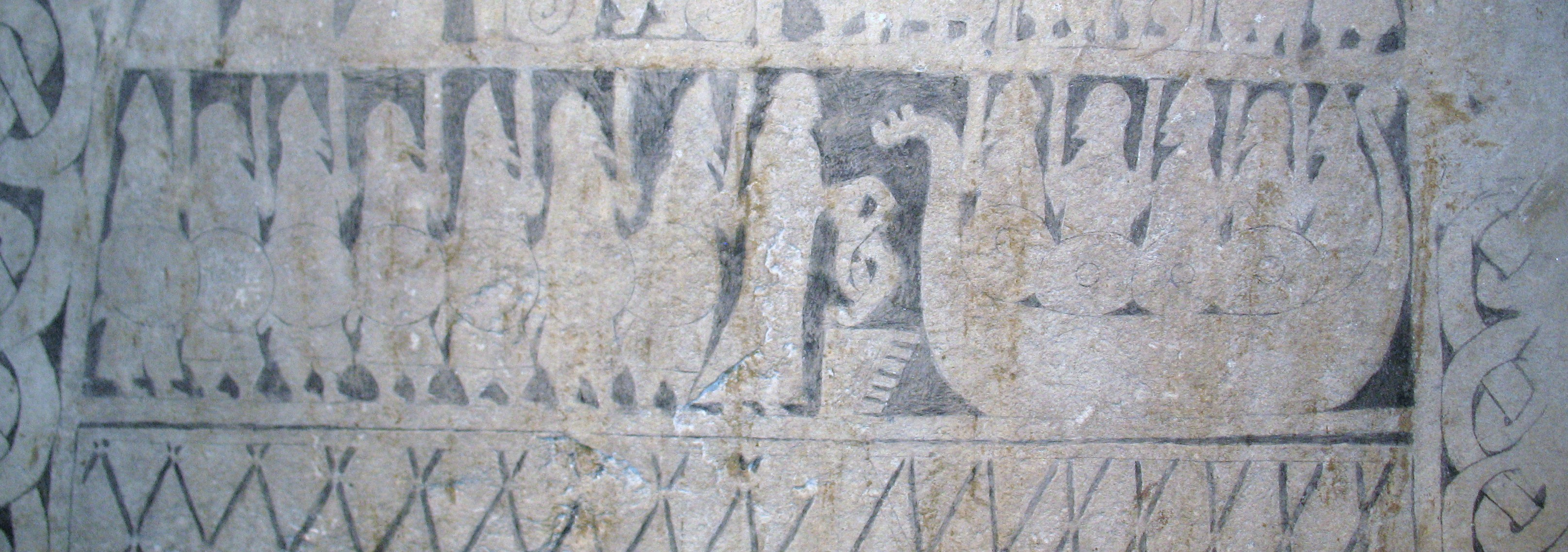
Samma scen på bildsten från Smiss.

Hjadningakampen (Hjaðningavíg, Hjaðninga él) är en gammal sägen i nordisk mytologi om den eviga tvekampen mellan två härar ledda av de båda överkungarna Hedin (Heðinn) och Högne (Hǫgni). Striden är föranledd av att Hedin bortfört Högnes dotter Hild. På grund av en förbannelse kommer slaget aldrig till något avgörande, utan måste upprepas dag efter dag ända fram till Ragnarök, där Hild varje natt återuppväcker de fallna kämparna.
De främsta källorna till denna sägen är Snorres Edda (Skáldskaparmál, kapitel 50), Ragnarsdrápa av Brage Boddason samt Gesta Danorum av Saxo Grammaticus (femte boken, del 2). Sägnens handling har också bevarats i den shetländska folksången Hildina, upptecknad på 1700-talet på ön Foula. Sägnen är antydd i den anglosaxiska dikten Wídsíð samt i det tyska Kudrunkvädet. Illustrationer till sägnen finns på två gotländska bildstenar.
Den utförligaste skildringen av Hjadningakampen finns i den sena Sörletåten (Sǫrla þáttr). Här påstås att “den eviga striden” faktiskt tog slut efter 143 år, tack vare rådigt ingripande av en av Olav Tryggvasons män. Samtliga kämpar var då hjärtligt trötta på att slåss. Handlingen i denna kortsaga är dock så förvanskad att den kan ses som “ett medeltida skämtstycke som har mycket litet med hedniska myter att göra”.
En parodi på sägnen finns i den isländska långdikten Skíðaríma från omkring år 1400. Här sätts likhetstecken mellan Hjadningaviget och enhärjarnas strider i Valhall. Att dessa båda myter i grunden är samma, därom är forskningen ense med parodiförfattaren.

## Snorres version
Enligt Snorres Edda gjorde Hedin strandhugg i Högnes rike när denne var på kungastämma. Därvid lyckades han röva med sig Högnes dotter Hild. När Högne kom tillbaka och fick veta vad som hänt, satte han med kungshären efter Hedin. Efter långt sökande hann han ifatt honom vid Háey (nuvarande Hoy) i Orkneyöarna. Hild sattes nu att medla mellan sin far och Hedin som tagit henne till brud. Men varje gång hon framförde de båda parternas medlingsbud gjorde hon på eget bevåg något tillägg som den andre parten inte kunde acceptera. Till sist ställdes härarna upp i slagordning. Hedin ropade då till Högne och erbjöd sig att betala höga böter i förlikning, men Högne svarade: “Försent erbjöd du detta, för nu har jag dragit svärdet Dainsleif, som smitts av dvärgar och blir en mans bane varje gång det är draget.”
| ” | Sedan inledde de striden som kallas Hjadningsslaget. De kämpade hela den dagen och på kvällen drog sig kungarna till skeppen. Men under natten gick Hild till de fallna och väckte med trolldom upp alla som hade dött. Och på den andra dagen gick kungarna upp till slagfältet och kämpade, liksom alla de som hade stupat dagen före. Striden fortsatte den ena dagen efter den andra, och alla som stupade och alla vapen och sköldar som låg kvar på slagfältet blev till sten. Men när nästa dag grydde, steg alla döda män upp och kämpade och då var alla vapen brukbara igen. Det berättas i dikter att hjadningarna skall invänta Ragnarök på det sättet. | „ |

Handlingen i Ragnarsdrápa är ungefär densamma. Det är också denna dikt som Snorre själv åberopar som källa.